# Eintracht Frankfurt 1997-1998
Questa voce raccoglie le informazioni riguardanti il Eintracht Frankfurt nelle competizioni ufficiali della stagione 1997-1998.

## Stagione
Nella stagione 1997-1998 l'Eintracht Francoforte, allenato da Horst Ehrmantraut, concluse il campionato di 2. Bundesliga al 1º posto e fu promosso in Bundesliga. In Coppa di Germania l'Eintracht Francoforte fu eliminato agli ottavi di finale dal Duisburg.

## Rosa
| N. |                                 | Ruolo | Calciatore        |
| -- | ------------------------------- | ----- | ----------------- |
| 1  | Macedonia del Nord (bandiera)   | P     | Oka Nikolov       |
| 2  | Germania (bandiera)             | C     | Sascha Amstätter  |
| 3  | Germania (bandiera)             | C     | Dirk Wolf         |
| 4  | Turchia (bandiera)              | D     | Erol Bulut        |
| 5  | Bulgaria (bandiera)             | D     | Petar Hubchev     |
| 6  | Germania (bandiera)             | C     | Thomas Zampach    |
| 7  | Germania (bandiera)             | A     | Thomas Epp        |
| 8  | Germania (bandiera)             | C     | Ralf Weber        |
| 9  | Svizzera (bandiera)             | A     | Urs Güntensperger |
| 10 | Germania (bandiera)             | C     | Thomas Sobotzik   |
| 11 | Germania (bandiera)             | C     | Marco Gebhardt    |
| 13 | Bosnia ed Erzegovina (bandiera) | A     | Sead Mehic        |
| 16 | Germania (bandiera)             | C     | Olaf Janßen       |

| N. |                     | Ruolo | Calciatore             |
| -- | ------------------- | ----- | ---------------------- |
| 17 | Germania (bandiera) | D     | Alexander Kutschera    |
| 18 | Germania (bandiera) | C     | Thorsten Flick         |
| 19 | Germania (bandiera) | C     | Renato Levy            |
| 20 | Germania (bandiera) | D     | Uwe Bindewald          |
| 23 | Germania (bandiera) | P     | Sven Schmitt           |
| 24 | Germania (bandiera) | C     | Alexander Schur        |
| 27 | Albania (bandiera)  | C     | Edi Martini            |
| 29 | Turchia (bandiera)  | D     | Burhanettin Kaymak     |
| 30 | Austria (bandiera)  | A     | Christoph Westerthaler |
| 31 | Germania (bandiera) | C     | Alexander Lorenz       |
| 32 | Germania (bandiera) | C     | Ansgar Brinkmann       |
| 33 | Liberia (bandiera)  | A     | Jonah Sawieh           |
| 39 | Brasile (bandiera)  | C     | Antônio da Silva       |

## Organigramma societario
Area tecnica
- Allenatore: Horst Ehrmantraut
- Allenatore in seconda:
- Preparatore dei portieri:
- Preparatori atletici:

## Calciomercato

### Sessione estiva
| Acquisti | Acquisti         | Acquisti                         | Acquisti |
| R.       | Nome             | da                               | Modalità |
| -------- | ---------------- | -------------------------------- | -------- |
| C        | Sascha Amstätter | FSV Francoforte                  |          |
| C        | Antônio da Silva | Sportfreunde Eisbachtal          |          |
| A        | Hakan Cengiz     | Herzlake                         |          |
| D        | Ardian Dashi     | Lushnja                          |          |
| A        | Thomas Epp       | Waldhof Mannheim                 |          |
| C        | Marco Gebhardt   | Verl                             |          |
| C        | Alexander Lorenz | Eintracht Francoforte (juniores) |          |
| C        | Edi Martini      | Vllaznia                         |          |
| C        | Thomas Sobotzik  | St. Pauli                        |          |
| C        | Dirk Wolf        | Borussia M'gladbach              |          |
| C        | Thomas Zampach   | Wehen Wiesbaden                  |          |

| Cessioni | Cessioni             | Cessioni          | Cessioni |
| R.       | Nome                 | a                 | Modalità |
| -------- | -------------------- | ----------------- | -------- |
| D        | Ardian Dashi         | Verl              |          |
| A        | Matthias Becker      | Stoccarda         |          |
| C        | René Beuchel         | Zwickau           |          |
| C        | Rudolf Bommer        | VfR Mannheim      |          |
| D        | Mirko Dickhaut       | Bochum            |          |
| C        | Maurizio Gaudino     | Basilea           |          |
| C        | Patrick Glöckner     | Kickers Stoccarda |          |
| A        | Michael Guht         | FSV Francoforte   |          |
| D        | Carsten Hennig       | FSV Francoforte   |          |
| D        | Slobodan Komljenović | Duisburg          |          |
| C        | Michael König        | Wehen Wiesbaden   |          |
| C        | Marco Rossi          | Piacenza          |          |

### Sessione invernale
| Acquisti | Acquisti               | Acquisti         | Acquisti |
| R.       | Nome                   | da               | Modalità |
| -------- | ---------------------- | ---------------- | -------- |
| A        | Jonah Sawieh           | Waldhof Mannheim |          |
| A        | Christoph Westerthaler | APOEL            |          |
| C        | Ansgar Brinkmann       | Cloppenburg      |          |

| Cessioni | Cessioni     | Cessioni         | Cessioni |
| R.       | Nome         | a                | Modalità |
| -------- | ------------ | ---------------- | -------- |
| A        | Hakan Cengiz | Waldhof Mannheim |          |

## Risultati

### 2. Bundesliga

#### Girone di andata
| Arbitro: | Berg |

|                                              |           |                                      |
| Epp 5’ Güntensperger 63’ (rig.) Gebhardt 82’ | Marcatori | 27’ Younga-Mouhani 59’ Dobrovol'skij |

| Arbitro: | Schößling |

|  |           |              |
|  | Marcatori | 28’ Sobotzik |

| Arbitro: | Byernetzky |

|            |           |  |
| Janßen 35’ | Marcatori |  |

| Arbitro: | Aust |

|  |           |               |
|  | Marcatori | 21’ Kutschera |

| Arbitro: | Hauer |

|                                                     |           |               |
| Hubchev 15’ Güntensperger 27’, 75’ (rig.) Weber 45’ | Marcatori | 90’ Wiesinger |

| Friburgo in Brisgovia 12 settembre 1997, ore 19:00 CEST 6ª giornata | Friburgo | 0 – 0 referto | Eintracht Francoforte | Dreisamstadion (22 500 spett.)\| Arbitro: \| Wendorf \| |
| Arbitro:                                                            | Wendorf  |               |                       |                                                         |

| Arbitro: | Wack |

|                            |           |                        |
| Weber 30’, 77’ Hubchev 40’ | Marcatori | 65’ Heidrich 75’ Kujat |

| Arbitro: | Margenberg |

|                              |           |              |
| Holetschek 37’ Schneider 43’ | Marcatori | 35’ Sobotzik |

| Gütersloh 5 ottobre 1997, ore 15:00 CEST 9ª giornata | Gütersloh | 0 – 0 referto | Eintracht Francoforte | Heidewaldstadion (13 000 spett.)\| Arbitro: \| Hilmes \| |
| Arbitro:                                             | Hilmes    |               |                       |                                                          |

| Arbitro: | Müller |

|  |           |                 |
|  | Marcatori | 72’ van Buskirk |

| Arbitro: | Friedrichs |

|           |           |              |
| Ukrow 65’ | Marcatori | 53’ Sobotzik |

| Arbitro: | Blumenstein |

|           |           |          |
| Weber 63’ | Marcatori | 55’ Lust |

| Arbitro: | Malbranc |

|                     |           |              |
| Kerbr 53’ Weigl 59’ | Marcatori | 65’ Sobotzik |

| Arbitro: | Werthmann |

|                                                  |           |                       |
| Sobotzik 10’ Schur 16’ Weber 31’ (rig.) Wolf 85’ | Marcatori | 50’ Marin 88’ Dammann |

| Arbitro: | Gettke |

|            |           |           |
| Tanjga 42’ | Marcatori | 77’ Weber |

| Arbitro: | Fleischer |

|          |           |          |
| Wolf 38’ | Marcatori | 49’ Klee |

| Arbitro: | Weiner |

|             |           |                   |
| Brdarić 32’ | Marcatori | 70’ Weber 82’ Epp |

#### Girone di ritorno
| Düsseldorf 16 febbraio 1998, ore 19:30 CET 18ª giornata | Fortuna Düsseldorf | 0 – 0 referto | Eintracht Francoforte | Rheinstadion (12 000 spett.)\| Arbitro: \| Hauer \| |
| Arbitro:                                                | Hauer              |               |                       |                                                     |

| Arbitro: | Kadach |

|                     |           |                |
| Sobotzik 3’ Epp 43’ | Marcatori | 30’ (rig.) Süs |

| Arbitro: | Schütz |

|                      |           |                                            |
| Malchow 84’ Carl 86’ | Marcatori | 18’, 89’ (rig.) Brinkmann 90’ Westerthaler |

| Arbitro: | Neis |

|                             |           |  |
| Wehner 28’ (aut.) Schur 53’ | Marcatori |  |

| Arbitro: | Werthmann |

|  |           |        |
|  | Marcatori | 7’ Epp |

| Arbitro: | Fröhlich |

|                         |           |  |
| Sobotzik 3’ Zampach 60’ | Marcatori |  |

| Arbitro: | Jansen |

|              |           |                 |
| Heidrich 70’ | Marcatori | 2’ Westerthaler |

| Arbitro: | Weber |

|                                 |           |                         |
| Güntensperger 51’ Brinkmann 52’ | Marcatori | 25’ Weber 35’ Schneider |

| Francoforte sul Meno 9 aprile 1998, ore 19:00 CEST 26ª giornata | Eintracht Francoforte | 0 – 0 referto | Gütersloh | Waldstadion (26 000 spett.)\| Arbitro: \| Meyer \| |
| Arbitro:                                                        | Meyer                 |               |           |                                                    |

| Arbitro: | Schößling |

|  |           |                  |
|  | Marcatori | 79’ Westerthaler |

| Arbitro: | Margenberg |

|                  |           |  |
| Westerthaler 37’ | Marcatori |  |

| Arbitro: | Lange |

|                    |           |                        |
| Rraklli 59’ (rig.) | Marcatori | 52’ Sobotzik 88’ Weber |

| Arbitro: | Kammerer |

|           |           |           |
| Flick 84’ | Marcatori | 78’ Weigl |

| Arbitro: | Keßler |

|                     |           |  |
| Marin 45’ Mason 84’ | Marcatori |  |

| Arbitro: | Weiner |

|                            |           |                         |
| Weber 10’ Westerthaler 38’ | Marcatori | 62’ Hock 65’ Neustädter |

| Arbitro: | Frey |

|            |           |          |
| Pinder 42’ | Marcatori | 40’ Wolf |

| Arbitro: | Meyer |

|                                                     |           |                         |
| Sobotzik 55’, 59’ Gebhardt 70’ Bindewald 80’ (rig.) | Marcatori | 54’, 90’ Younga-Mouhani |

### Coppa di Germania
| Arbitro: | Wendorf |

|  |           |                                                              |
|  | Marcatori | 24’ Janßen 34’ (rig.) Güntensperger 47’ (rig.), 70’ Sobotzik |

| Arbitro: | Fandel |

|                                          |           |  |
| Sobotzik 19’ (rig.) Janßen 38’ Weber 63’ | Marcatori |  |

| Arbitro: | Strampe |

|           |           |  |
| Salou 83’ | Marcatori |  |

## Statistiche

### Statistiche di squadra
| Competizione      | Punti | In casa | In casa | In casa | In casa | In casa | In casa | In trasferta | In trasferta | In trasferta | In trasferta | In trasferta | In trasferta | Totale | Totale | Totale | Totale | Totale | Totale | DR  |
| Competizione      | Punti | G       | V       | N       | P       | Gf      | Gs      | G            | V            | N            | P            | Gf           | Gs           | G      | V      | N      | P      | Gf     | Gs     | DR  |
| ----------------- | ----- | ------- | ------- | ------- | ------- | ------- | ------- | ------------ | ------------ | ------------ | ------------ | ------------ | ------------ | ------ | ------ | ------ | ------ | ------ | ------ | --- |
| 2. Bundesliga     | 64    | 17      | 10      | 6       | 1       | 33      | 18      | 17           | 7            | 7            | 3            | 17           | 14           | 34     | 17     | 13     | 4      | 50     | 32     | +18 |
| Coppa di Germania | -     | 1       | 1       | 0       | 0       | 3       | 0       | 2            | 1            | 0            | 1            | 4            | 1            | 3      | 2      | 0      | 1      | 7      | 1      | +6  |
| Totale            | 64    | 18      | 11      | 6       | 1       | 36      | 18      | 19           | 8            | 7            | 4            | 21           | 15           | 37     | 19     | 13     | 5      | 57     | 33     | +24 |

### Andamento in campionato
| Giornata  | 1 | 2 | 3 | 4 | 5 | 6 | 7 | 8 | 9 | 10 | 11 | 12 | 13 | 14 | 15 | 16 | 17 | 18 | 19 | 20 | 21 | 22 | 23 | 24 | 25 | 26 | 27 | 28 | 29 | 30 | 31 | 32 | 33 | 34 |
| --------- | - | - | - | - | - | - | - | - | - | -- | -- | -- | -- | -- | -- | -- | -- | -- | -- | -- | -- | -- | -- | -- | -- | -- | -- | -- | -- | -- | -- | -- | -- | -- |
| Luogo     | C | T | C | T | C | T | C | T | T | C  | T  | C  | T  | C  | T  | C  | T  | T  | C  | T  | C  | T  | C  | T  | C  | C  | T  | C  | T  | C  | T  | C  | T  | C  |
| Risultato | V | V | V | V | V | N | V | P | N | P  | N  | N  | P  | V  | N  | N  | V  | N  | V  | V  | V  | V  | V  | N  | N  | N  | V  | V  | V  | N  | P  | N  | N  | V  |
| Posizione | 5 | 2 | 1 | 1 | 1 | 1 | 1 | 1 | 1 | 2  | 2  | 2  | 4  | 4  | 4  | 5  | 2  | 3  | 3  | 3  | 2  | 1  | 1  | 2  | 2  | 1  | 1  | 1  | 1  | 1  | 1  | 1  | 1  | 1  |

Legenda:

Luogo: C = Casa; T = Trasferta. Risultato: V = Vittoria; N = Pareggio; P = Sconfitta.

### Statistiche dei giocatori
!! colspan="4" | Totale

| Giocatore        | 2. Bundesliga | 2. Bundesliga | 2. Bundesliga | 2. Bundesliga | Coppa di Germania S. Amstätter | Coppa di Germania S. Amstätter | Coppa di Germania S. Amstätter | Coppa di Germania S. Amstätter | 3        | 0    | 0           | 0          | 0 | 0 | 0 | 0 | 3 | 0 | 0 | 0 |
| Giocatore        | Presenze      | Reti          | Ammonizioni   | Espulsioni    | Presenze                       | Reti                           | Ammonizioni                    | Espulsioni                     | Presenze | Reti | Ammonizioni | Espulsioni |   |   |   |   |   |   |   |   |
| U. Bindewald     | 34            | 1             | 5             | 0             | 3                              | 0                              | 0                              | 0                              | 37       | 1    | 5           | 0          |   |   |   |   |   |   |   |   |
| A. Brinkmann     | 17            | 3             | 1             | 0             | 0                              | 0                              | 0                              | 0                              | 17       | 3    | 1           | 0          |   |   |   |   |   |   |   |   |
| E. Bulut         | 0             | 0             | 0             | 0             | 0                              | 0                              | 0                              | 0                              | 0        | 0    | 0           | 0          |   |   |   |   |   |   |   |   |
| H. Cengiz        | 11            | 0             | 0             | 0             | 1                              | 0                              | 0                              | 0                              | 12       | 0    | 0           | 0          |   |   |   |   |   |   |   |   |
| T. Epp           | 32            | 4             | 5             | 0             | 3                              | 0                              | 0                              | 0                              | 35       | 4    | 5           | 0          |   |   |   |   |   |   |   |   |
| T. Flick         | 8             | 1             | 2             | 0             | 0                              | 0                              | 0                              | 0                              | 8        | 1    | 2           | 0          |   |   |   |   |   |   |   |   |
| M. Gebhardt      | 31            | 2             | 1             | 0             | 3                              | 0                              | 0                              | 0                              | 34       | 2    | 1           | 0          |   |   |   |   |   |   |   |   |
| U. Güntensperger | 15            | 4             | 1             | 0             | 1                              | 1                              | 0                              | 0                              | 16       | 5    | 1           | 0          |   |   |   |   |   |   |   |   |
| P. Hubchev       | 32            | 2             | 5             | 0             | 2                              | 0                              | 0                              | 0                              | 34       | 2    | 5           | 0          |   |   |   |   |   |   |   |   |
| O. Janßen        | 11            | 1             | 3             | 0             | 2                              | 2                              | 0                              | 0                              | 13       | 3    | 3           | 0          |   |   |   |   |   |   |   |   |
| B. Kaymak        | 7             | 0             | 0             | 0             | 0                              | 0                              | 0                              | 0                              | 7        | 0    | 0           | 0          |   |   |   |   |   |   |   |   |
| A. Kutschera     | 34            | 1             | 5             | 0             | 3                              | 0                              | 0                              | 0                              | 37       | 1    | 5           | 0          |   |   |   |   |   |   |   |   |
| R. Levy          | 6             | 0             | 1             | 0             | 1                              | 0                              | 0                              | 0                              | 7        | 0    | 1           | 0          |   |   |   |   |   |   |   |   |
| A. Lorenz        | 1             | 0             | 0             | 0             | 1                              | 0                              | 0                              | 0                              | 2        | 0    | 0           | 0          |   |   |   |   |   |   |   |   |
| E. Martini       | 1             | 0             | 0             | 0             | 0                              | 0                              | 0                              | 0                              | 1        | 0    | 0           | 0          |   |   |   |   |   |   |   |   |
| S. Mehic         | 15            | 0             | 3             | 1             | 3                              | 0                              | 0                              | 0                              | 18       | 0    | 3           | 1          |   |   |   |   |   |   |   |   |
| O. Nikolov       | 34            | 0             | 2             | 0             | 3                              | 0                              | 0                              | 0                              | 37       | 0    | 2           | 0          |   |   |   |   |   |   |   |   |
| J. Sawieh        | 7             | 0             | 1             | 0             | 0                              | 0                              | 0                              | 0                              | 7        | 0    | 1           | 0          |   |   |   |   |   |   |   |   |
| S. Schmitt       | 0             | 0             | 0             | 0             | 0                              | 0                              | 0                              | 0                              | 0        | 0    | 0           | 0          |   |   |   |   |   |   |   |   |
| A. Schur         | 31            | 2             | 13            | 0             | 3                              | 0                              | 2                              | 0                              | 34       | 2    | 15          | 0          |   |   |   |   |   |   |   |   |
| A. Silva         | 0             | 0             | 0             | 0             | 1                              | 0                              | 0                              | 0                              | 1        | 0    | 0           | 0          |   |   |   |   |   |   |   |   |
| T. Sobotzik      | 32            | 10            | 7             | 0             | 3                              | 3                              | 1                              | 0                              | 35       | 13   | 8           | 0          |   |   |   |   |   |   |   |   |
| R. Weber         | 30            | 9             | 5             | 1             | 3                              | 1                              | 1                              | 0                              | 33       | 10   | 6           | 1          |   |   |   |   |   |   |   |   |
| C. Westerthaler  | 16            | 5             | 1             | 0             | 0                              | 0                              | 0                              | 0                              | 16       | 5    | 1           | 0          |   |   |   |   |   |   |   |   |
| D. Wolf          | 25            | 3             | 1             | 0             | 3                              | 0                              | 1                              | 0                              | 28       | 3    | 2           | 0          |   |   |   |   |   |   |   |   |
| T. Zampach       | 33            | 1             | 9             | 0             | 3                              | 0                              | 1                              | 0                              | 36       | 1    | 10          | 0          |   |   |   |   |   |   |   |   |